# Nikolajevskincidenten

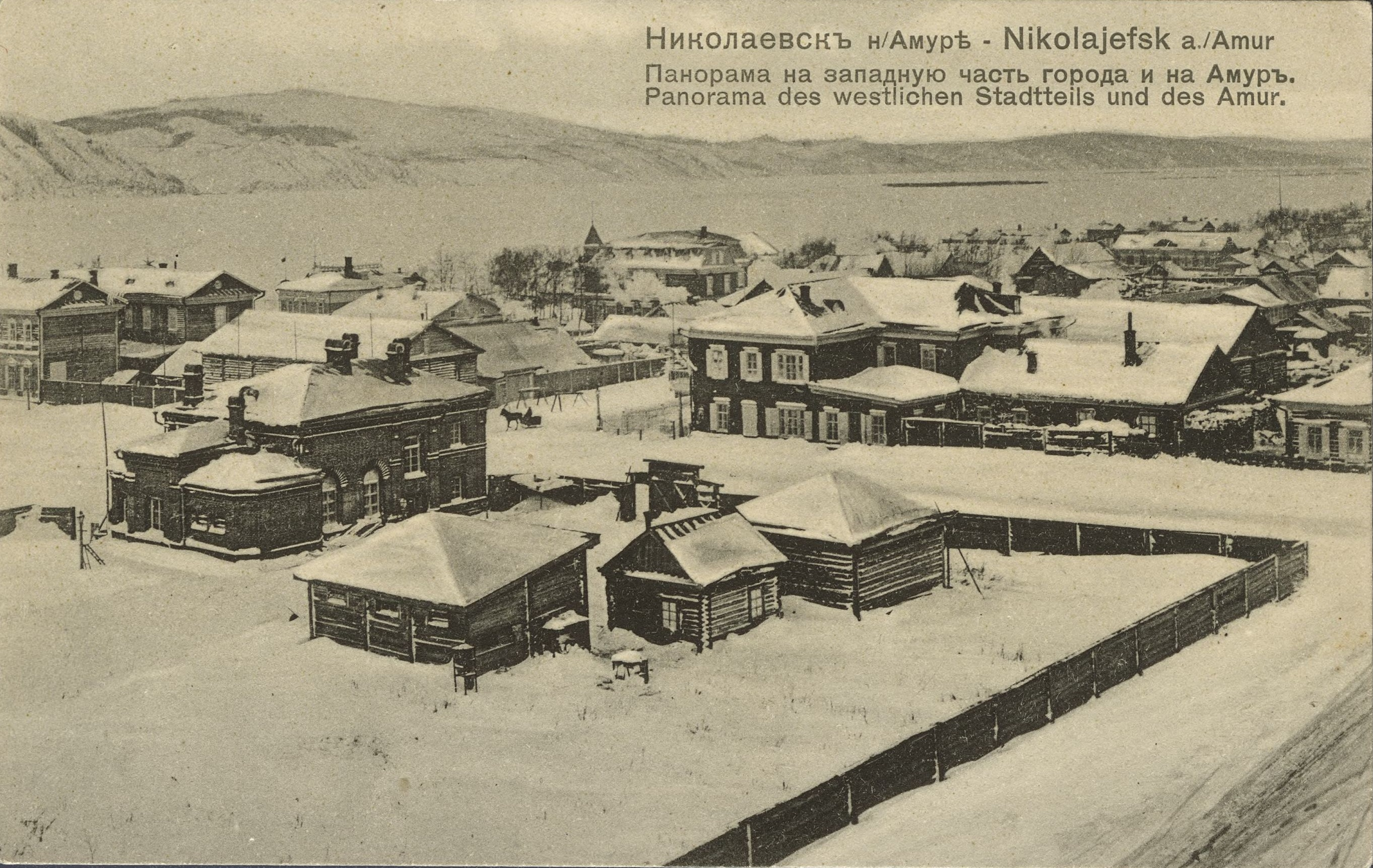
Nikolajevsk vid Amur omkring 1900

Nikolajevskincidenten (尼港事件 Niko Jiken?) pågick mellan februari och mars 1920 i samband med de allierades intervention i Ryska inbördeskriget. Kulmen nåddes i och med en massaker på flera hundra japaner i Ryssland och nästan alla ryska invånare i staden Nikolajevsk vid Amur i ryska fjärran östern.

## Bakgrund
Nikolajevsk vid Amur ockuperades i september månad 1918 av Japans kejserliga armé som en del av Japans intervention i Sibirien. Tidigt i februari 1920 fanns i staden cirka 450 japaner, och en militär garnison på 350 personer ur Japans kejserliga armés 14:e division.  Förutom Japans militära närvaro, hade den ryska Vita armén en garnison på cirka 300 personer. Den totala civila befolkningen vid denna tid var runt 15 000.

## Massaker
I januari 1920 omringades staden av partisaner bestående av cirka 4 000 man ledda av anarkisten Jakov Trjapitsyn, som var löst allierad med  bolsjevikernas Röda armén.

## Efterspel
Japanska staten protesterade mot bolsjevikerna i Moskva och krävde kompensation. Ryska staten svarade med att ta Trjapitsyn till fånga och avrätta honom. Japan tyckte inte det var tillräckligt och använde incidenten som ursäkt för att ockupera norra Sachalin. Inga diplomatiska kontakter existerade mellan de två staterna förrän 1925.